# Wyspa Pajęcza

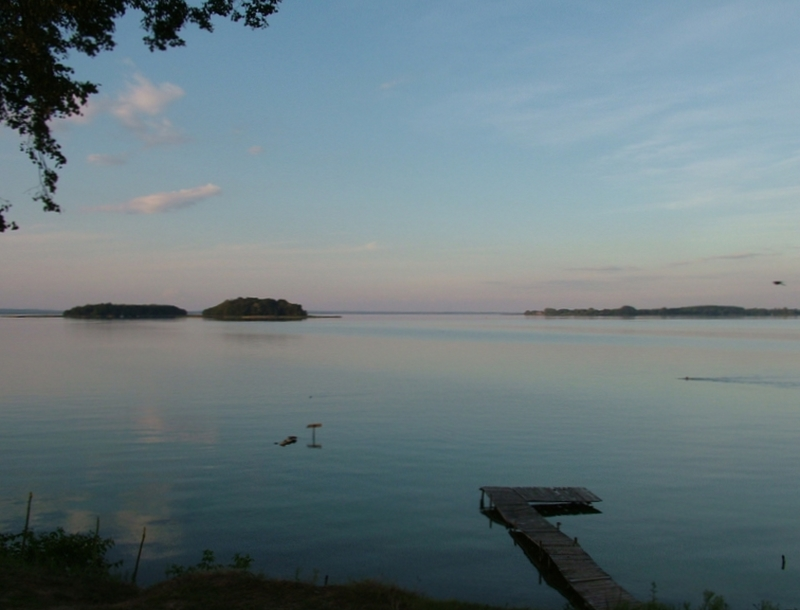
Wyspy Czarci Ostrów i Pajęcza

Wyspa Pajęcza – jedna z ośmiu wysp na jeziorze Śniardwy. Położona nieopodal wejścia do Kanału Jeglińskiego i blisko zachodniego brzegu jeziora, gdzie zaczyna się kompleks Puszczy Piskiej. Wyspa w odróżnieniu od położonego około 200 m od niej Czarciego Ostrowa jest bardzo niska i podmokła, co powoduje, że nie jest atrakcyjna turystycznie. Dlatego też cumuje tu w sezonie dużo mniej łodzi niż na sąsiedniej wyspie.